# جسر بيير لابورت
جسر بيير لابورت (بالفرنسيّة: Pont Pierre-Laporte؛ بالإنجليزيّة: Pierre Laporte Bridge) هو جسر مُعلَّق يقطع نهر سانت لورانس شرق مقاطعة كيبيك في كندا، تحديدًا بين سانت فوي (أصبحت منذ 2002 الضاحية الغربيّة لمدينة كيبيك) وليفيس. يحمل الجسر الطريق السيار 73، وقد سُميّ بهذا السم نسبةً إلى نائب رئيس مجلس الدولة بيير لابورت الذي أُختطف وقُتل أثناء أحداث أكتوبر في كندا عام 1970. ويُعتبر أطول جسر مُعلّق في البلاد منذ افتتاحه عام 1970، وأحد أطول الجسور المُعلَّقة في العالم.

## التصميم
تم تصميم هذه الجسر المُعلق ليمتد بين الشاطئ الجنوبي لمدينة ليفيس والشاطئ الشمالي لمدينة كيبيك بطول إجمالي يبلغ 1,041 مترًا، حيث يُعتبر الجسر المُعلّق الأطول في كندا إلى الآن من حيث طول البحر البالغ 667.5 مترًا، كما يبلغ أعلى ارتفاع فيه 116 مترًا. يحمل الجسر طريقًا سريعًا بستة مسارب، حيث يمرّ من خلاله 122,000 سيارة يوميًا.
لقد ظل جسر كيبيك الكابولي المجاور يُعتبر منذ افتتاحه عام 1919 الجسر الأطول بكندا حتى وقت افتتاح جسر بيير لابورت عام 1970، حيث بلغ طول البحر فيه 521 مترًا. إلا أنه لم يتم بناء أي جسر كابولي في العالم أطول من جسر كيبيك إلى الآن.

## صور

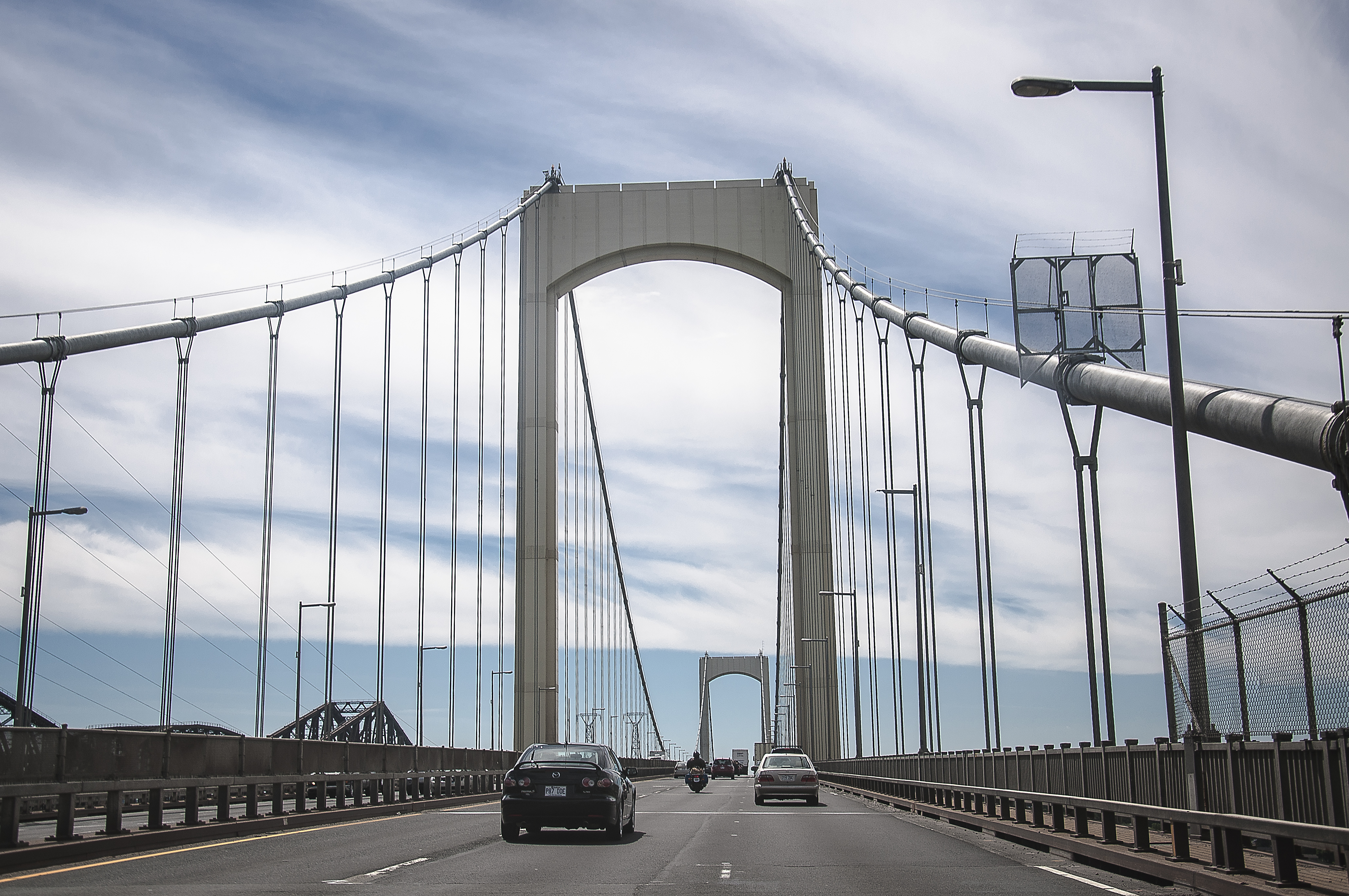
عبور السيارات للجسر
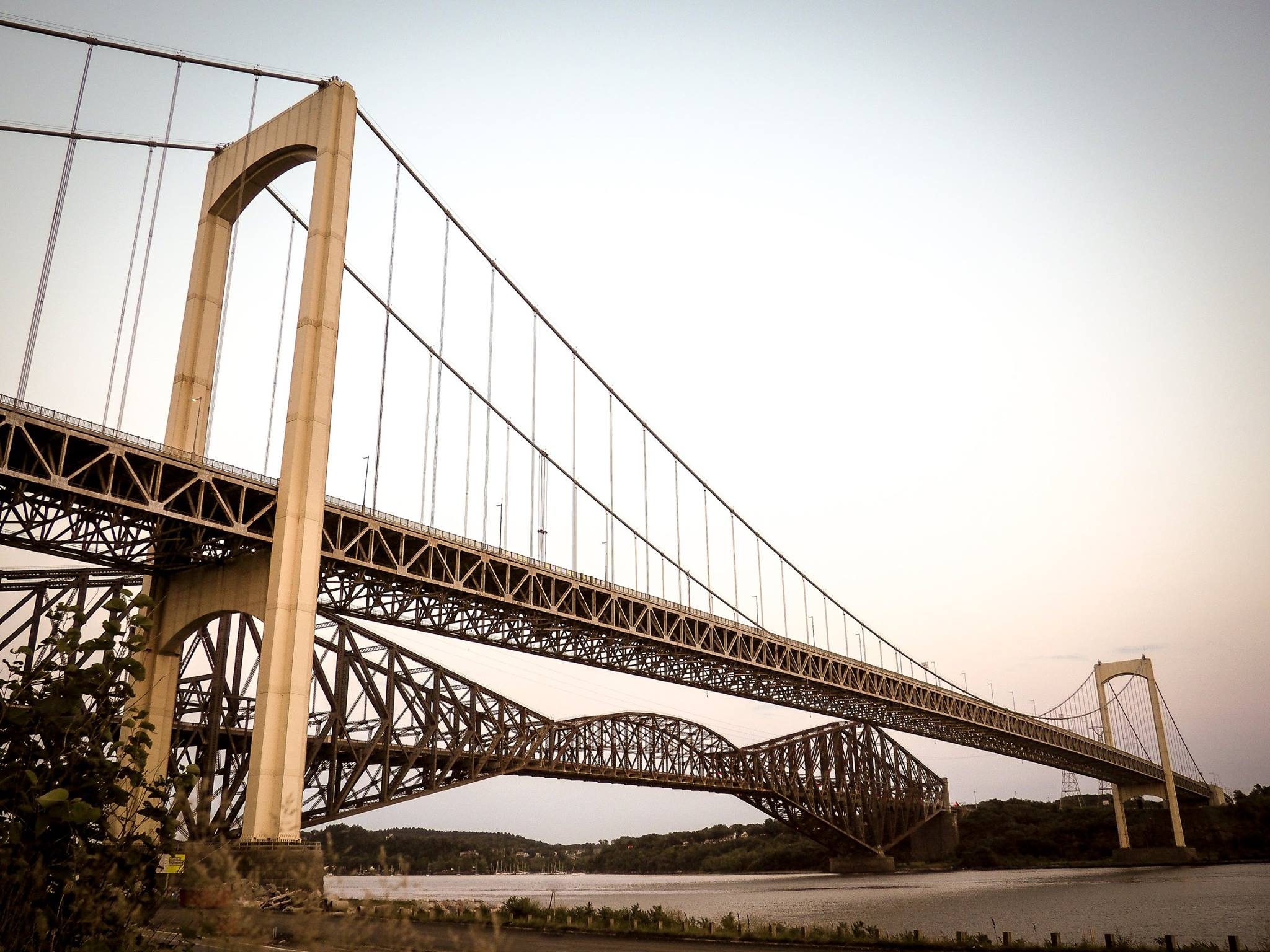
الجسر مع جسر كيبيك
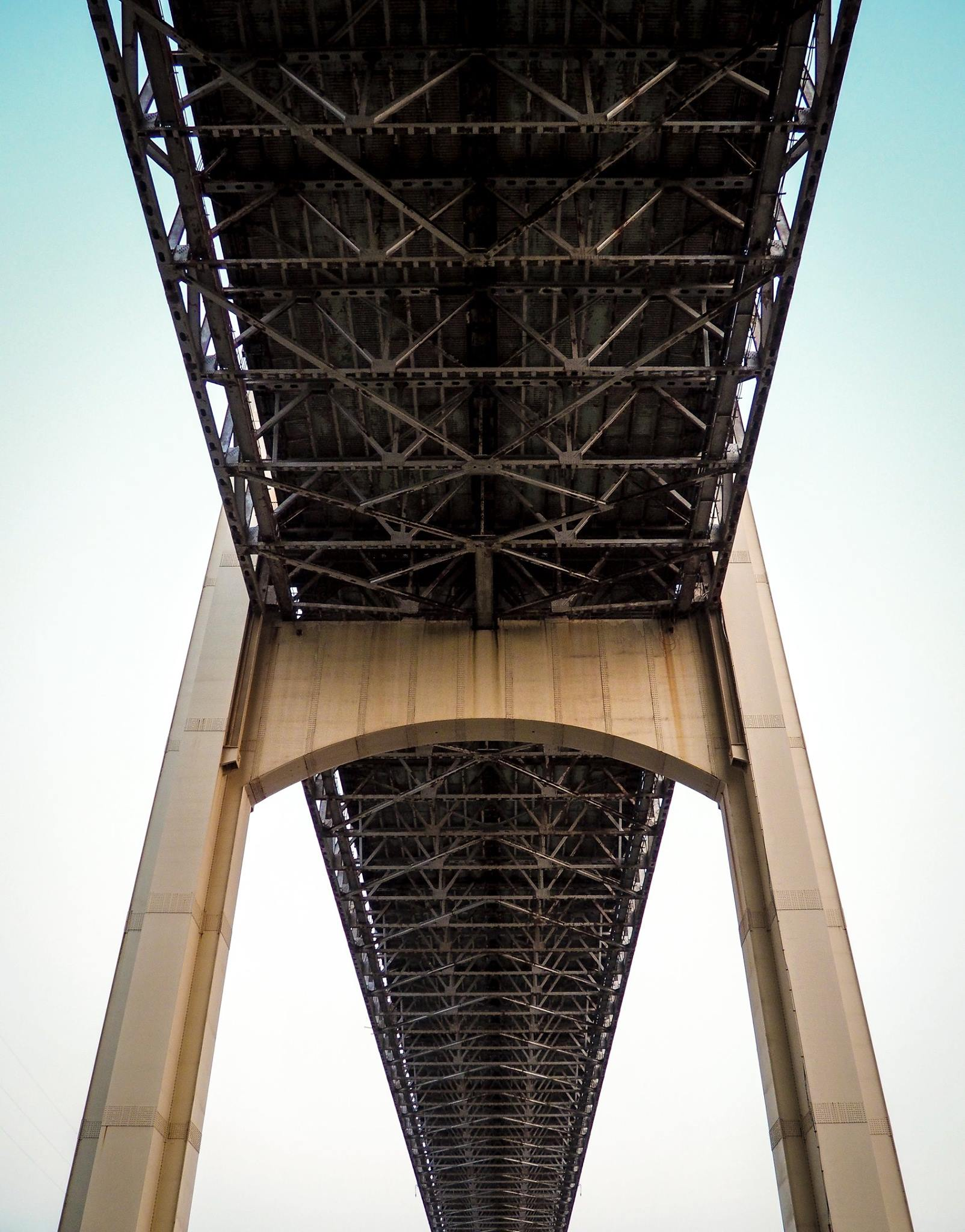
قواعد الجسر من الأسفل

## وصلات خارجية
- جسر بيير لابورت  على موقع ستركتر

- جسر بيير لابورت على موقع MontrealRoads.com
- مستودع جوجل ثلاثي الأبعاد نسخة محفوظة 5 نوفمبر 2011 على موقع واي باك مشين.